# Treze FC
Treze Futebol Clube – brazylijski klub piłkarski z siedzibą w mieście Campina Grande leżącym w stanie Paraíba.

## Osiągnięcia
- Mistrz drugiej ligi brazylijskiej (Campeonato Brasileiro Série B): 1986
- Mistrz stanu Paraiba (Campeonato Paraibano) (17 razy): 1940, 1941, 1950, 1966, 1975, 1981, 1982, 1983, 1989, 2000, 2001, 2005, 2006, 2010, 2011, 2020, 2023.

## Historia
Klub Treze założył 7 września 1925 Antônio Fernandes Bioca wraz z 12 innymi miłośnikami piłki nożnej. Ludzie ci zwykle grali w piłkę na boisku, gdzie dziś znajduje się ulica João Pessoa. Główny założyciel klubu Antônio Fernandes Bioca był także pionierem piłki nożnej, który jako pierwszy zaczął propagować ten sport w stanie Paraíba.
Pierwsza drużyna klubu z 1925 miała następujący skład: José Rodolfo, José Casado, Alberto Santos, Zacarias Ribeiro "Cotó", Plácido Veras "Guiné", Eurico, Zacarias do Ó, José Eloy, Olívio Barreto, Osmundo Lima, José de Castro.
Pierwszy mecz zespół rozegrał 6 listopada 1925 z miejscowym klubem Palmeiras wygrywając 1:0. Pierwszą bramkę zdobył Plácido Veras znany jako Guiné – jeden z 13 założycieli klubu.